# Reunião da Chancelaria do Reich de 12 de Dezembro de 1941
A reunião da Chancelaria do Reich de 12 de dezembro de 1941 foi um encontro entre Adolf Hitler e os mais altos funcionários do Partido Nazista. Quase todos os líderes importantes do partido estavam presentes para ouvir Hitler declarar a destruição contínua da raça judaica, que culminou no Holocausto. A reunião é menos conhecida do que a posterior Conferência de Wannsee.

## Antecedentes
O anúncio que Hitler fez em 12 de dezembro ao Reichsleiter e Gauleiter refere-se a uma declaração anterior que ele havia feito em 30 de janeiro de 1939:
Se o mundo do judaísmo financeiro internacional, dentro e fora da Europa, conseguir mergulhar as nações em outra guerra mundial, o resultado não será a bolchevização do mundo e, portanto, uma vitória para o judaísmo. O resultado será o extermínio da raça judaica na Europa. 
Com a entrada dos Estados Unidos na Segunda Guerra Mundial em 7 de dezembro de 1941 e a declaração de guerra aos EUA pela Alemanha nazista em 11 de dezembro, a guerra, especialmente no que diz respeito à declaração acima, tornou-se verdadeiramente uma Guerra Mundial.  Hitler anunciou esta declaração de guerra em 11 de dezembro no Reichstag alemão, um discurso também transmitido pelo rádio. Em 12 de dezembro de 1941, ele teve uma reunião com os mais importantes líderes nazistas.

## O encontro
Na tarde de 12 de dezembro, Hitler ordenou que os principais membros do Partido Nazista se reunissem em suas salas privadas na Chancelaria do Reich.  Como a reunião ocorreu em salas privadas e não no escritório de Hitler, não existe nenhum registro oficial dela. No entanto, entradas nos diários de Joseph Goebbels e Hans Frank confirmam isso. Goebbels fez a seguinte entrada em seu diário de 12 de dezembro:
Bezüglich der Judenfrage ist der Führer entschlossen, reinen Tisch zu machen. Er hat den Juden prophezeit, daß, wenn sie noch einmal einen Weltkrieg herbeiführen würden, sie dabei ihre Vernichtung erleben würden. Das ist keine Phrase gewesen. Der Weltkrieg ist da, die Vernichtung des Judentums muß die notwendige Folge sein.

Em relação à questão judaica, o Führer decidiu fazer uma varredura limpa. Ele profetizou aos judeus que, se eles mais uma vez provocassem uma guerra mundial, eles experimentariam sua própria aniquilação. Não se tratava apenas de uma frase. A guerra mundial chegou, a aniquilação dos judeus deve ser a consequência necessária. 
Além do fato de que a guerra europeia havia se transformado em uma guerra mundial, outra razão para essa mudança foi o fato de que a entrada dos Estados Unidos na guerra significava que a população judaica havia perdido seu valor para Hitler como reféns, dissuadindo os Estados Unidos de se tornarem um membro ativo da coalizão aliada, e ele finalmente estava livre para agir de acordo com seus planos de longo prazo.
A presença de Hitler na reunião da Chancelaria mina as alegações de que ele desconhecia o Holocausto e que ele foi realizado por subordinados sem seu conhecimento.
O encontro marcou um ponto de inflexão na atitude do regime nazista em relação ao povo judeu. Era parte de uma mudança de propaganda, intimidação e ataques para o extermínio total e planejado. Este último passo já havia sido dado em algumas partes da Europa Oriental já em agosto de 1941. A mais conhecida Conferência de Wannsee, em janeiro de 1942, marcou o próximo passo nos planos dos nazistas de exterminar os judeus.

## Presença
Altos funcionários do partido nazista foram obrigados a participar dessa reunião. Não existe uma lista oficial de presença, mas sabe-se que os seguintes líderes da Alemanha nazista, dos cerca de 50 presentes, estiveram lá:
- Adolf Hitler
- Heinrich Himmler
- Joseph Goebbels
- Martin Bormann
- Hans Frank
- Philipp Bouhler

Além disso, Christian Gerlach escreve que é "praticamente certo" que Alfred Rosenberg; os Gauleiters Arthur Greiser, Fritz Bracht e Fritz Sauckel; Reichskommissars Hinrich Lohse e Erich Koch; e Alfred Meyer estavam presentes.
Sabe-se que estiveram ausentes desta reunião Hermann Göring e provavelmente Reinhard Heydrich.